# Bronisław Dostatni
Bronisław Dostatni (ur. 10 grudnia 1926 w Cielczy, zm. 15 sierpnia 2001) – polski pisarz i podróżnik.

## Życiorys
Ukończył Szkołę Lotniczą w Dęblinie oraz Szkołę Główną Handlową, w której uzyskał stopień doktora, specjalizując się w problematyce międzynarodowego transportu lotniczego. Bronisław Dostatni był ekspertem od przewozów lotniczych oraz biegłym sądowym do spraw wypadków lotniczych.
W 1976 roku odbył swą pierwszą podróż dookoła świata. Zwiedził m.in. Australię, Indonezję, Malezję, Nową Zelandię,  Singapur, Tahiti, Tajlandię. Odbywał wiele spotkań z dziećmi i młodzieżą. Plonem jego podróży  jest wiele książek.
Pisał również książki z dziedziny lotnictwa, książki popularnonaukowe oraz dla dzieci.

## Publikacje
Książki podróżnicze:
- Moje wędrówki wśród roślin tropikalnych
- Na kolorowych atolach Oceanii 1982
- Sto tysięcy kilometrów dookoła świata
- Tonga – tam, gdzie rodzi się nowy dzień
- Wokół Morza Śródziemnego

Literatura dziecięca:
- Magda w świecie roślin
- Magda w świecie zwierząt 1992
- Magda w świecie żywiołów
- Magda w świecie książki - od papirusu do komputera (Bronisław Dostatni & Marian Walczak)
- Magda w samolocie
- Magda w Disneylandzie

Książki z dziedziny lotnictwa:
- 500 zagadek lotniczych (Bronisław Dostatni & Jan Zwierzyński)
- Drogi lotnicze świata
- Katastrofy lotnicze (Bronisław Dostatni & Henryk Żwirko) 1993
- 501 zagadek lotniczych - od Dedala do Jumbo Jeta (Bronisław Dostatni & Jerzy Janowski)

Książki popularno-naukowe:
- Nauka gospodarce narodowej (Bronisław Dostatni & Tadeusz Podwysocki)
- W pracowniach polskich uczonych
- Rapsod polski - rzecz o trzydziestu latach pracy i budowy (Bronisław Dostatni & Jerzy Surdykowski)